# Nebrioporus schoedli
Nebrioporus schoedli là một loài bọ cánh cứng trong họ Bọ nước. Loài này được Fery, Fresneda & Millán miêu tả khoa học năm 1996.